# Joekie van der Valk

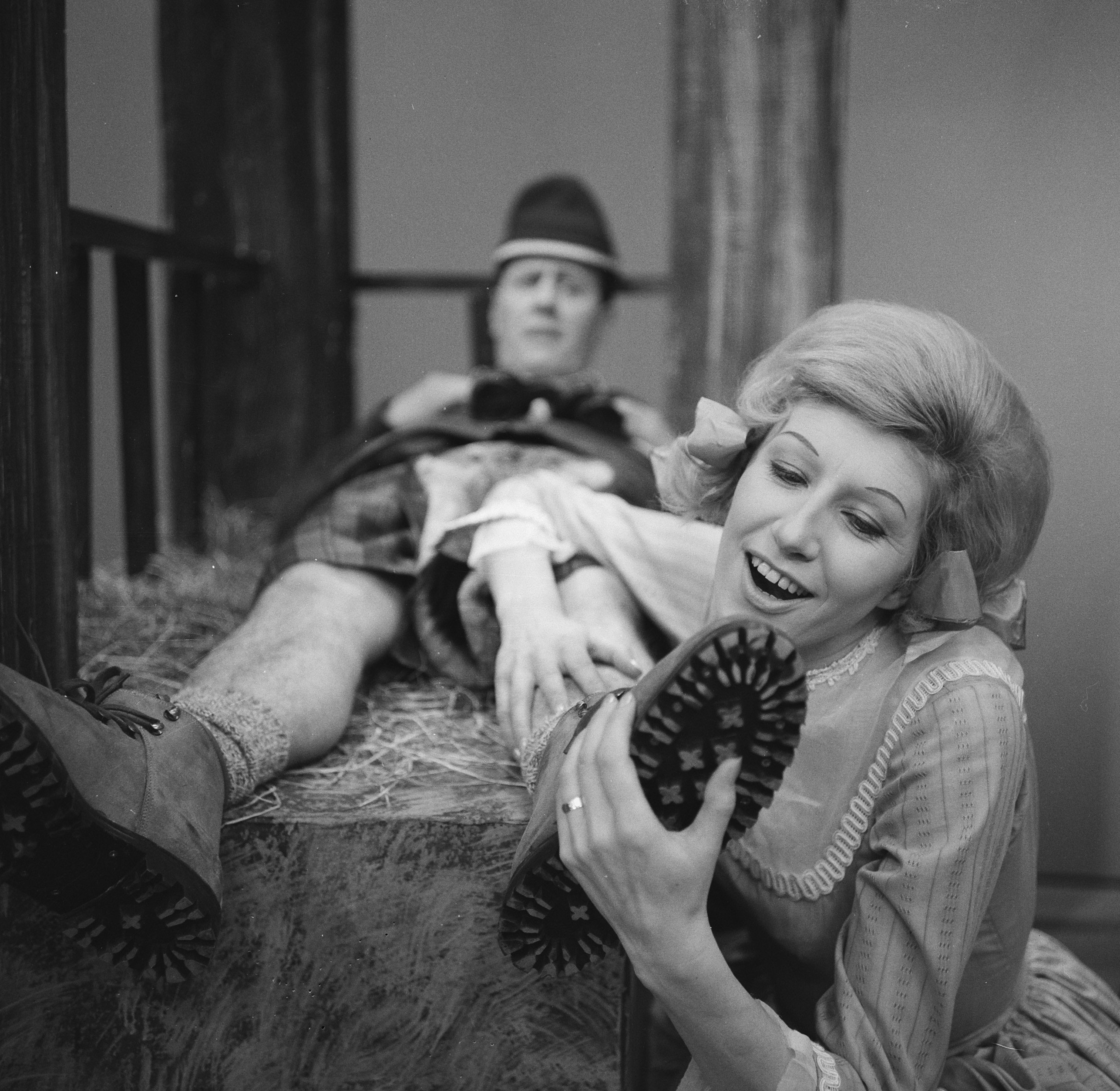
Joekie van der Valk (januari 1964)

Egberdina Antonia (Joekie) van der Valk (Amsterdam, 19 november 1931) was een Nederlands zangeres en cabaretière.
Ze was/is dochter van Gerrida Apolonia van Duuren en kunstcriticus Pieter Arie van der Valk. Haar broer was televisieman Jos van der Valk.
In haar jonge loopbaan zong ze bij programma’s van Toon Hermans (Hartendwaas), Wim Kan, Benny Vreden en Jan Blaaser (assistente in Kwis wel, kwis niet). In 1955 speelde ze mee in de kindertheatervoorstelling De droom van Barend Bluf.
In 1958 kreeg ze de uitnodiging om te komen werken bij Bluebell Girls in Lido in Parijs. Ze paste in het ideale plaatje aldaar van blond en lang, maar zag het benen zwaaien niet zitten. Ze ging naar de artiestengroep rond Wim Sonneveld, waarmee ze op de planken, de radio en televisie te horen was. In 1959 gaf ze aan al op jonge leeftijd mee te doen met cabaret op ouderavonden, studentenoptredens etc. Tijdens die optredens werd ze ontdekt door Coba Kinsbergen van De Kleine Comedie in Den Haag.
Die ontdekking zorgde voor een soort ommekeer in haar leven. Ze zou in die tijd medicijnen gaan studeren, maar in plaats daarvan vertrok ze naar het Koninklijk Conservatorium Luik om zang- en pianoles te nemen, met in de vrije tijd een studie tot mannequin. Ze won in Luik een zangconcours met Feuille Morte, ze mocht eigenlijk niet meedoen, maar bleef zelf aandringen. 
In 1960/1961 was ze terug bij Sonneveld voor My Fair Lady, waar ze minstens negen maanden in zong. Ze werd daarin soms vervangen door Jennie Veeninga, in 1961 nam Veeninga die rol permanent over. Een van haar laatste optredens vond plaats tijdens het televisieprogramma “Ja of Nee”, een combinatie van muziek en mode met artiesten als Jules de Corte, Annie Palmen, Conny Vandenbos en Dick Holthaus, alles onder leiding van Nico Hiltrop en Gerard Michon.  In dat programma maakte op 13 maart 1964 Vader Abraham met zijn trio The Lettersets zijn televisiedebuut.
In 1960 bracht ze een ep uit onder de titel Crying in my beer waaronder het liedje Frankie en Johnnie in een vertaling van Ernst van Altena. Het bracht haar tot een notering in "The Dutch jazz & blues discography" en "The jazz discography" van Tom Lord.
In 1964 trouwde ze met Wolter J. Wolthers, werkend op de televisiecamera-afdeling van Philips en vertrok met hem op de Statendam naar Mount Vernon (New York) in de Verenigde Staten.  Haar vertrek was landelijk nieuws, waarbij ze aangaf de cabaret- en televisiewereld vaarwel te zeggen. In 1965 volgde nog bericht dat ze bevallen was van dochter Monique Mariquita Wolthers, die slechts drie jaar oud werd en in Mahwah begraven is. Na haar vertrek ontbreekt elk spoor.